# Mister Mugg
Mister Mugg ist eine US-amerikanische Filmkomödie von James W. Horne. Der Kurzfilm erlebte am 10. Mai 1933 seine US-Premiere.

## Handlung
Jimmy Gleason spielt einen in jeder Hinsicht schlagfertigen Leibwächter. Er erhält die Aufgabe, die von Dorothy Christie gespielte Frau vor ihrem Liebhaber zu beschützen. Zwischen beiden Männern kommt zum Zweikampf in einer Bar, der außer Kontrolle gerät. Als die Polizei erscheint, rettet Gleason Christie, in die er sich längst verliebt hat.

## Kritik
Der Motion Picture Herald nannte den Film eine „gute, lebhafte Komödie“ und befand, dass vor allem Jimmy Gleason den Film über das Mittelmaß hebe.

## Auszeichnungen
Mister Mugg wurde 1934 für einen Oscar in der Kategorie „Bester Kurzfilm – Comedy“ nominiert, konnte sich jedoch nicht gegen So This Is Harris! durchsetzen.